# Giove (nome)
Giove  è un nome proprio di persona italiano maschile.

## Varianti in altre lingue
- Catalano: Júpiter[3], Jove[3], Jou[3]
- Inglese: Jupiter[4]
- Latino: Iovis/Jovis[1][2], Iuppiter/Juppiter[2][4]
- Portoghese: Júpiter[4]
- Spagnolo: Júpiter[3][4], Jove[3]

## Origine e diffusione

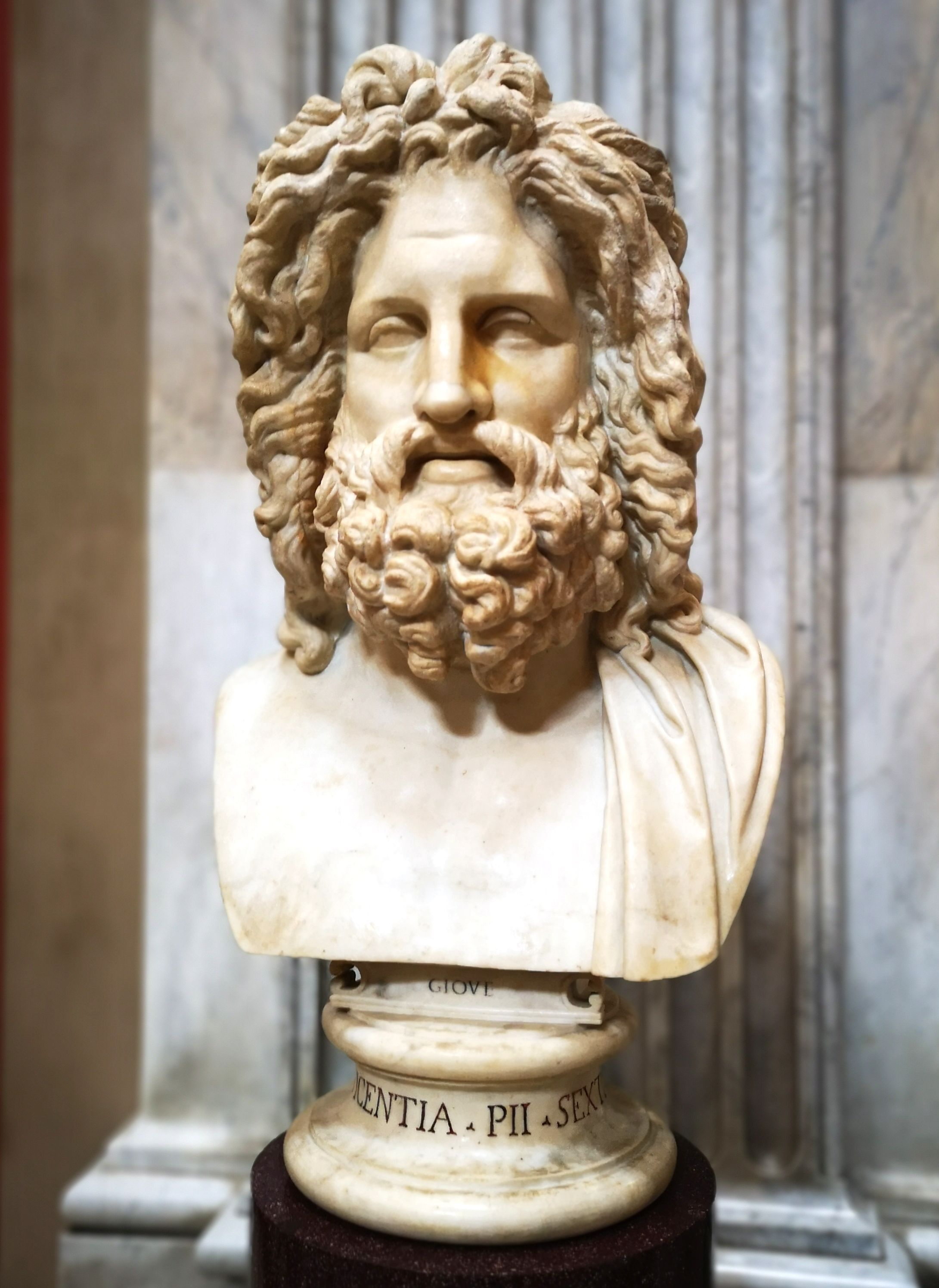
Busto di Giove

Nome di matrice classica, riprende direttamente quello del dio supremo della religione romana, Giove, associato al cielo e alla luce, da cui prende il nome anche il più grande pianeta del sistema solare. Etimologicamente risale al latino Iovis, genitivo di Iuppiter; questo era un adattamento dell'indoeuropea *Dyēw-pətēr, composto dalle radici *dyeu- ("sfolgorare, risplendere", da cui anche Zeus) e pətēr ("padre"), e ha quindi il significato di "padre celeste", ma viene anche interpretato semplicemente come "risplendente", "luminoso".
In epoca romana il nome aveva dato origine a diversi patronimici, come Iovius, Iovianus, Iovinus (Giovino) e anche Iovilios (da cui Giulio). Il suo uso in Italia è scarso, accentrato per metà dei casi a Roma e nel Viterbese, e per il resto disperso; negli anni settanta se ne contavano appena centocinquanta occorrenze circa. Per quanto riguarda il paesi anglofoni, negli Stati Uniti il nome è in uso (nella forma Jupiter) dalla fine del XVII secolo (dove era spesso attribuito agli schiavi), mentre in Gran Bretagna arrivò solo nel XIX secolo.

## Onomastico
In quanto nome adespota, ossia privo di santo patrono, l'onomastico può essere festaggiato nel giorno di Ognissanti, cioè il 1º novembre.

## Persone
- Giove Toppi, fumettista italiano

### Variante Jupiter
- Jupiter Hammon, poeta statunitense

## Il nome nelle arti
- Giove, nome del bobtail presente nei primi episodi di Un medico in famiglia.
- Jupiter Jones è il protagonista del film Jupiter - Il destino dell'universo.